# Igor' Janovskij
Igor' Sergeevič Janovskij (in russo Игорь Сергеевич Яновский?; Vladikavkaz, 3 agosto 1974) è un ex calciatore russo, di ruolo difensore.

## Carriera

### Club
Ha cominciato la sua carriera nell'Avtodor, squadra della sua città natale. Nel 1993 passò all'Alanija, prima squadra della sua città, debuttando nella massima serie russa. Con la squadra di Vladikavkaz vinse il campionato nel 1995.
Nel 1998 passò ai francesi del Paris Saint-Germain, dove rimase per tre stagioni.
Tornato in patria al CSKA Mosca, vinse la Coppa di Russia e nuovamente il campionato. Dopo il ritorno all'Alanija Vladikavkaz per una stagione, chiuse la carriera nuovamente in Francia al Châteauroux.
Annunciò il suo ritiro il 27 luglio 2006.

### Nazionale
Con la propria Nazionale partecipò al Campionato europeo di calcio 1996.
Ha esordito il 29 maggio 1996 in amichevole contro gli Emirati Arabi Uniti, giocando subito titolare. Il suo unico gol in nazionale (con 32 presenze all'attivo), risale al 10 ottobre 1998, in una partita contro la Francia valida per le Qualificazioni al campionato europeo di calcio 2000.

## Palmarès

### Club

#### Competizioni nazionali
- Campionato russo: 2

Alanija Vladikavkaz: 1995
CSKA: 2003
- Coppa di Russia: 1

CSKA: 2001-2002